# Konrad Körner (Musiker)
Konrad Körner (* 8. September 1941 in Berlin) ist ein deutscher Saxophonist und Klarinettist, bis zu seiner Pensionierung auch Hochschullehrer für Klarinette und Saxophon sowie einige Jahre Rektor der Musikhochschule Leipzig.
Körners musikalische Laufbahn begann als Klarinettist bei den Jazz Optimisten Berlin, denen er von 1961 bis 1964 angehörte. Im Jahr 1966 schloss er sein Studium als Saxophonist und Klarinettist ab und war von 1966 bis 1979 als freiberuflicher Musiker in verschiedenen Jazzensembles tätig, unter anderem bei der  Theo-Schumann-Jazzformation und bei Panta Rhei. Von 1979 bis 1980 war er Mitglied des Rundfunktanzstreichorchesters Berlin, von 1981 bis 1992 mit Altsaxophon, Klarinette und Querflöte Mitglied der Radio-Bigband Berlin sowie des Rundfunktanzorchesters Berlin. Im Jahr 1982 gründete er mit dem Ensemble Jazzterday sein eigenes Quartett.
Von 1986 bis 1990 war er als Saxophonist und Querflötist Mitglied der Dieter Keitel Bigband, von 1987 bis 1990 mit Saxophon und Klarinette Mitglied des Orchesters Max Greger.
Von 1991 bis 1992 nahm er Lehraufträge für Klarinette und Saxophon an der Hanns-Eisler-Musikhochschule Berlin sowie an der Musikhochschule Leipzig wahr. Seit 1992 ist er künstlerischer Leiter des Landesjugend-Jazzorchesters Brandenburg, das er selbst gegründet hat. 
Von 1992 bis 2006 war Körner Inhaber einer Professur für Saxophon, Improvisation und Ensemblespiel an der Hochschule für Musik und Theater Leipzig. Seit Oktober 2000 war er dort Dekan des Fachbereiches III. Zwischen 2003 und 2006 wirkte er als Rektor der Hochschule.
Körner trat auf zahlreichen Konzerten zusammen mit Musikern wie Peter Herbolzheimer, George Gruntz, Thad Jones, Alexander von Schlippenbach, Ack van Rooyen und Greetje Kauffeld auf und war Teilnehmer an Jazzfestivals in Los Angeles, Sacramento, Ljubljana, Debrecen, Radenci, Berlin, Breda, Hannover, Prag und Dresden. Er war als Studiomusiker sowie als Theater- und Filmmusiker tätig.
Konrad Körner ist mit der Sängerin Sascha Thom verheiratet und lebt an den Kaulsdorfer Seen am Stadtrand von Berlin.

## Filmografie
- 1975: Mädchen in Wittstock
- 1980: Platz oder Sieg?